# Alcalá del Río
Alcalá del Río é um município da Espanha, na província de Sevilha, comunidade autónoma da Andaluzia. Tem 81,2 km² de área e em 2021 tinha 12 264 habitantes (densidade: 151 hab./km²). Pertence à comarca de Vega del Guadalquivir, limitando com os municípios de Guillena, Castilblanco de los Arroyos, Burguillos, Villaverde del Río, La Algaba, La Rinconada e Brenes.